# 미하일 프랏코프

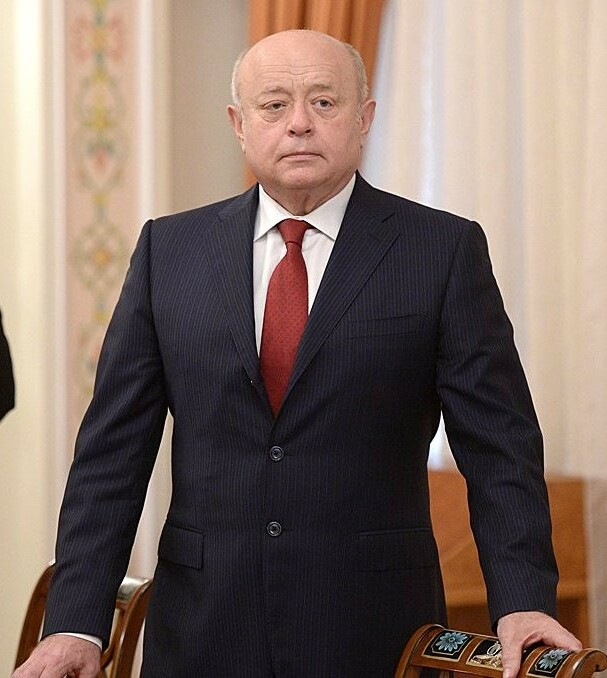
미하일 프랏코프

미하일 예피모비치 프랏코프(러시아어: Михаи́л Ефи́мович Фрадко́в, 1950년 9월 1일 ~)는 러시아 연방의 정치인이다.